# BitChute
BitChute – brytyjska witryna internetowa umożliwiająca udostępnianie treści wideo, należąca do Bit Chute Limited.
Witryna została uruchomiona w styczniu 2017. Jej twórcą jest Ray Vahey.
Środowisko serwisu zostało opisane w mediach jako skupiające przedstawicieli skrajnej prawicy i propagatorów teorii spiskowych. Serwis jest także oskarżany o hostowanie materiałów mających charakter mowy nienawiści.
W ciągu miesiąca portal generuje ponad 20 mln odsłon. W rankingu Alexa był notowany globalnie na miejscu: 2320 (sierpień 2020), w Wielkiej Brytanii: 845 (sierpień 2020)